# Биндер, Аранка
Аранка Биндер (серб. Аранка Биндер / Aranka Binder; родилась 19 июня 1966 в Сомборе) — югославский и сербский стрелок, бронзовый призёр Олимпийских игр 1992 года (пневматическая винтовка, 10 м).
| Олимпийские достижения         | Олимпийские достижения | Олимпийские достижения | Олимпийские достижения |
| Соревнование                   | 1992                   | 1996                   | 2000                   |
| ------------------------------ | ---------------------- | ---------------------- | ---------------------- |
| 50 м (винтовка с трёх позиций) | —                      | 22-е 574               | 23-е 572               |
| 10 м (пневматическая винтовка) | 3-е 393+102.1          | 9-е 393                | 15-е 392               |